# Louis Parigot
Pour les articles homonymes, voir Parigot (homonymie).
Louis Parigot est un homme politique français né le 20 octobre 1804 à Troyes (Aube) et décédé le 12 août 1875 à Troyes.
Notaire de 1830 à 1841, il est conseiller municipal de Troyes en 1848, puis maire de 1852 à 1859. Il est représentant de l'Aube de 1871 à 1875, inscrit au centre droit.

## Sources
- « Louis Parigot », dans Adolphe Robert et Gaston Cougny, Dictionnaire des parlementaires français, Edgar Bourloton, 1889-1891 [détail de l’édition]